# Schüllar
Schüllar is een deel van de Duitse gemeente Bad Berleburg, deelstaat Noordrijn-Westfalen. Schüllar hoort bij de Kreis Westfalen, niet ver van Homrighausen. 
Schüllar ligt aan de rivier Odeborn.